# Всеукраинская школа лётчиков
Всеукраинская школа лётчиков — учебное заведение ОСОАВИАХИМ по первичной подготовке пилотов для гражданской и военной авиации, которое действовало в Полтаве в 1930-х годах.

## История
Создана в 1931 году как Центральная Всеукраинская школа пилотов Осоавиахима. Штаб школы находился в доме по улице Октябрьской, 38. Лётное поле - недалеко от Сенной площади, на территории бывшего ипподрома в Романовском парке (ныне здесь находится стадион «Ворскла» имени Алексея Бутовского). В 1931-1932 годах начальником лётно-учебной части школы был известный полярный лётчик Сигизмунд Александрович Леваневский.
В 1932 году школа пилотов Осоавиахима была переформирована в Всеукраинскую школу лётчиков. Начальником школы лётчиков был военный лётчик Перльштейн, руководителем лётной части - полярный летчик, Герой Советского Союза Алексей Николаевич Грацианский. Выпускникам Полтавской школы летчиков в разное время были полярные летчики И. Г. Бахтинов, М. В. Плиш, военный летчик М. И. Кукушкин, лётчик-испытатель П. В. Гербинский, старший брат лётчика-космонавта Григория Берегового Тимофей.
Расформирована вероятно в 1937 году.